# 12. Militär-Fußball-Weltmeisterschaft der Frauen
Das 12. Turnier um die Militär-Fußball-Weltmeisterschaft der Frauen wurde vom 1. bis zum 10. Oktober 2015 im Rahmen der 6. Militärweltspiele im südkoreanischen Mungyeong ausgetragen. Es nahmen jeweils drei Mannschaften in zwei Gruppen teil; den Titel gewannen die Brasilianerinnen.

## Gruppe A
| Pl. | Land       | Sp. | S | U | N | Tore    | Diff. | Punkte |
| --- | ---------- | --- | - | - | - | ------- | ----- | ------ |
| 1.  | Frankreich | 2   | 2 | 0 | 0 | 003:100 | +2    | 06     |
| 2.  | Südkorea   | 2   | 1 | 0 | 1 | 003:200 | +1    | 03     |
| 3.  | USA        | 2   | 0 | 0 | 2 | 000:300 | −3    | 0      |

|            |   |            |     |
| Südkorea   | – | Frankreich | 1:2 |
| Frankreich | – | USA        | 1:0 |
| USA        | – | Südkorea   | 0:2 |

## Gruppe B
| Pl. | Land        | Sp. | S | U | N | Tore    | Diff. | Punkte |
| --- | ----------- | --- | - | - | - | ------- | ----- | ------ |
| 1.  | Brasilien   | 2   | 1 | 1 | 0 | 002:100 | +1    | 04     |
| 2.  | Niederlande | 2   | 1 | 0 | 1 | 001:100 | ±0    | 03     |
| 3.  | Deutschland | 2   | 0 | 1 | 1 | 001:200 | −1    | 01     |

|             |   |             |     |
| Deutschland | – | Niederlande | 0:1 |
| Brasilien   | – | Niederlande | 1:0 |
| Brasilien   | – | Deutschland | 1:1 |

## Halbfinale
|            |   |             |     |
| Frankreich | – | Niederlande | 2:0 |
| Brasilien  | – | Südkorea    | 1:0 |

## Spiel um Platz 3
|          |   |             |     |
| Südkorea | – | Niederlande | 3:0 |

## Finale
|           |   |            |           |
| Brasilien | – | Frankreich | 2:1 n. V. |